# Wincenty Styś
Wincenty Styś (ur. 30 lipca 1903 we wsi Husów, zm. 21 kwietnia 1960 we Wrocławiu) – polski prawnik i ekonomista, pionier ekonomii we wrocławskim ośrodku nauki po II wojnie światowej, badacz ekonomicznych i społecznych problemów wsi i rolnictwa, współtwórca Wyższej Szkoły Handlowej we Wrocławiu i później jej rektor, nauczyciel akademicki oraz działacz społeczny w okresie zagospodarowania ziem zachodnich.

## Życiorys
Jego ojciec posiadał 1,5 ha ziemi i aby wyżywić rodzinę, dorabiał jako organista w miejscowym kościele.  Ojciec uczonego należał do światłych mieszkańców wsi, przekonany o uzdolnieniach syna do nauki nie narzucał mu kierunku kształcenia i przyszłego zawodu, ale wspomagał jego wysiłki do zdobywania kolejnych szczebli wykształcenia. Dzięki temu w 1922, po 8 latach nauki, uzyskał świadectwo dojrzałości w Państwowym Gimnazjum Realnym w Łańcucie i w tym samym roku, rozpoczął studia na Wydziale Prawa Uniwersytetu Jana Kazimierza we Lwowie; dwukrotnie je przerywał – raz z powodu braku pieniędzy, a drugi raz ze względu na chorobę.
Po uzyskaniu w 1928 roku dyplomu magistra praw przez dwa lata pracował w Małopolskim Towarzystwie Rolniczym we Lwowie jako instruktor kół młodzieży wiejskiej, sam będąc członkiem takiego koła w Tuczempach. Obserwacje życia wsi skłoniły go do nawiązania współpracy z prof. Franciszkiem Bujakiem i Stefanem Inglotem przy zakładaniu i redagowaniu miesięcznika problemowego „Wieś i Państwo”, którego publikacje zmierzały do podnoszenia na wyższy poziom kultury „twórców chleba”, rozwoju różnych form spółdzielczości, doskonalenia form wiejskiego współżycia itp.
Działalność naukową W. Stysia otwiera rok 1930, w którym podjął pracę jako asystent w Katedrze Ekonomii Społecznej w Uniwersytecie lwowskim, uzyskując w 1931 r. stopień naukowy doktora ekonomii. W latach 1932–1934 przebywał jako stypendysta Fundacji Rockefellera w słynnych ośrodkach nauki ekonomii – Wiedniu, Cambridge, Rzymie i Paryżu. Po powrocie ze studiów zagranicznych otworzył w Uniwersytecie Lwowskim przewód habilitacyjny, kończąc go w lipcu 1936 roku. W październiku 1936 otrzymał prawo veniam legendi z zakresu ekonomii społecznej na Wydziale Prawa Uniwersytetu Jana Kazimierza we Lwowie. W tym też roku został powołany na stanowisko zastępcy profesora na Wydziale Rolniczo-Leśnym Politechniki Lwowskiej, gdzie do wybuchu wojny wykładał ekonomię, politykę agrarną, prowadząc równocześnie zajęcia na uniwersytecie.
W okresie okupacji także czuł się pracownikiem Uniwersytetu uczestnicząc w tajnym nauczaniu na Wydziale Prawa. Powojenna działalność W. Stysia związana jest z Wrocławiem, gdzie na apel organizatorów Uniwersytetu przybywa w 1945 i obejmuje stanowisko kierownika katedry Ekonomii, z chwilą zaś powstania WSH – także katedrę w tej uczelni. Ten okres obfituje w wydarzenia, które przyczyniają się zarówno do wzlotów jak załamań jego działalności. Najpierw należy odnotować jego społeczną działalność nad zagospodarowaniem Ziem Zachodnich. Wówczas pracował aktywnie w Radzie Naukowej dla Zagadnień Ziem Odzyskanych, na posiedzeniach której prezentował własne koncepcje osadnictwa i ustroju obszarów wiejskich. Jako działacz społeczny nie poprzestawał na głoszeniu swych poglądów i teoretycznym ich uzasadnianiu – jeździł w strony dzieciństwa i ściągał w okolice Wrocławia rodziny chłopskie, którym pomagał osiedlić się i wraz z którymi organizował według własnej koncepcji spółdzielnie osadniczo-parcelacyjne. Kiedy jednak w 1948 r. przyjęto kurs na kolektywizację rolnictwa według wzoru Radzieckiego poglądy Stysia okazały się nie do pogodzenia. Krytyczne wypowiedzi tego uczonego o kolektywizacji wsi doprowadziły do serii dyskryminacyjnych posunięć – odwołania z funkcji kierownika katedry ekonomii i odsunięcia od zajęć dydaktycznych w tej dyscyplinie oraz przeniesienia go do katedry historii. Oznaczało to załamanie się działalności tego uczonego na blisko 9 lat. Dopiero po październiku 1956 r. dyskryminacja jego osłabła.  W styczniu 1957 wrócił na stanowiska kierownicze w katedrach ekonomii na Uniwersytecie i WSE. Został też pierwszym wybieralnym rektorem WSE i laureatem nagrody miasta Wrocławia, został też odznaczony Krzyżem Oficerskim Orderu Odrodzenia Polski. W roku 1958 otrzymał nominację na profesora zwyczajnego. W roku 1959 wyszło drukiem jego obszerne dzieło pt. „Współzależność rozwoju rodziny chłopskiej i jej gospodarstwa”. Został prezesem Oddziału Wrocławskiego i członkiem Zarządu Głównego PTE. Dwukrotnie wyjeżdżał do Londynu i innych ośrodków w Anglii, wygłaszał tam referaty oparte na własnych badaniach. W 1959 powtórnie został wybrany rektorem WSE, ale wybór ten nie zyskał już akceptacji ministra szkolnictwa wyższego. Oznaczało to, że kraj wszedł już w okres odwrotu od reform ustrojowych zapowiadanych po pierwszym buncie poznańskich robotników w 1956 roku.
Działalność naukowo-badawcza Stysia obejmuje blisko 30-letni okres, licząc od ukazania się pierwszej jego publikacji w 1931 do ostatnich chwil jego życia w 1960 roku. W tym przedziale czasowym, z wyłączeniem lat II wojny światowej, napisał i opublikował 68 prac naukowych, referatów i wypowiedzi w dyskusjach.
W pierwszym okresie aktywności naukowej, obejmującym 7 lat dwudziestolecia międzywojennego, Styś napisał 3 obszerne, oparte na rozległych badaniach źródłowych rozprawy monograficzne oraz 11 publikacji w czasopismach. W drugim okresie, to jest w latach powojennych, dorobek ten powiększył o jedną wielką monografię i 54 przyczynki naukowe.
Materiały archiwalne Wincentego Stysia znajdują się w PAN Archiwum w Warszawie pod sygnaturą III-136.
Do grona jego wychowanków zalicza się prof. Kazimierz Działocha.
Zainteresowania badawcze Stysia w obu okresach koncentrowały się na zagadnieniach strukturalnych wsi i rolnictwa. Tę problematykę podejmował nie tylko w swoich rozprawach monograficznych, ale także licznych artykułach naukowych.
Prof. Styś jako badacz wyróżniał się unikatowym warsztatem badawczym, który został uformowany pod wpływem dwóch, wielkich osobowości ówczesnego Uniwersytetu im. Jana Kazimierza we Lwowie. Uczonymi tymi byli: prof. Stanisław Grabski, kierownik Katedry Ekonomii Społecznej, zaliczany przez historyków ekonomii do głównych przedstawicieli szkoły historycznej w ekonomii i prof. Franciszek Bujak, kierownik Katedry Historii Gospodarczej, twórca „szkoły bujakowskiej”, słynnej z nowego ujmowania badań ekonomiczno-socjologicznych wsi i rolnictwa.
Do wyjątkowych cech osobowości Stysia zalicza się także i to, że należał do nielicznego grona profesorów uniwersyteckich, o chłopskim rodowodzie, którzy za swoją powinność uważali podejmowanie uczynków na rzecz środowiska, z którego pochodzili. Dlatego podobnie jak jego mistrz – prof. Franciszek Bujak napisał monografię naukową swojej wsi rodzinnej, wsi Husów, której nadał tytuł: Drogi postępu gospodarczego wsi. Studium szczegółowe na przykładzie zbiorowości próbnej wsi Husowa (wyd. WTN, Wrocław 1947 r.). W tej wielowątkowej książce autor przedstawił historię 153 gospodarstw wsi Husów, które istniały w 1787, a następnie na podstawie materiałów źródłowych odtworzył genealogię rodzin chłopskich i ewolucję ustroju rolnego tej wsi do 1937, a więc w ciągu 150 lat. We wstępie do tej książki Styś zamieścił wielce znamienne wyznanie, że do jej napisania skłoniło go nieodparte dążenie, by Husów mógł się poszczycić własną naukową monografią, a przez to by móc spłacić w jakiejś części dług wdzięczności wobec rodziny i wsi, które go ukształtowały jako człowieka. Pracę zadedykował młodzieży wiejskiej, zwracając się do niej z następującymi słowami: „Prace tę poświęcam Młodzieży Wiejskiej z gorącym życzeniem, by szlaki dotychczasowego rozwoju wsi poznawszy, odważnie wstępowała na drogi prowadzące do lepszej przyszłości” (Drogi postępu, s.5) O tej monografii P. Kapuściński (na łamach Życia Gospodarczego nr 29 z 1980 r.) napisał: „...monografia Husowa stanowi najwspanialszy pomnik, jaki autor wystawił swej rodzinnej wiosce, jakim może poszczycić się mało która wieś w Polsce. Ta unikalna praca zawiera wszystko na temat Husowa i jego mieszkańców. Wszystko o gospodarce, o produkcji, o tym, jak husowianie żyli przed wojną, w jakich domach mieszkali, jak się odżywiali, ile wydawali rocznie na jedno gospodarstwo. Kopalnia bardzo szczegółowych wiadomości na temat bytu chłopów i stosunków społecznych tej wsi. Frapująca możliwość konfrontowania ich ze współczesnością”.

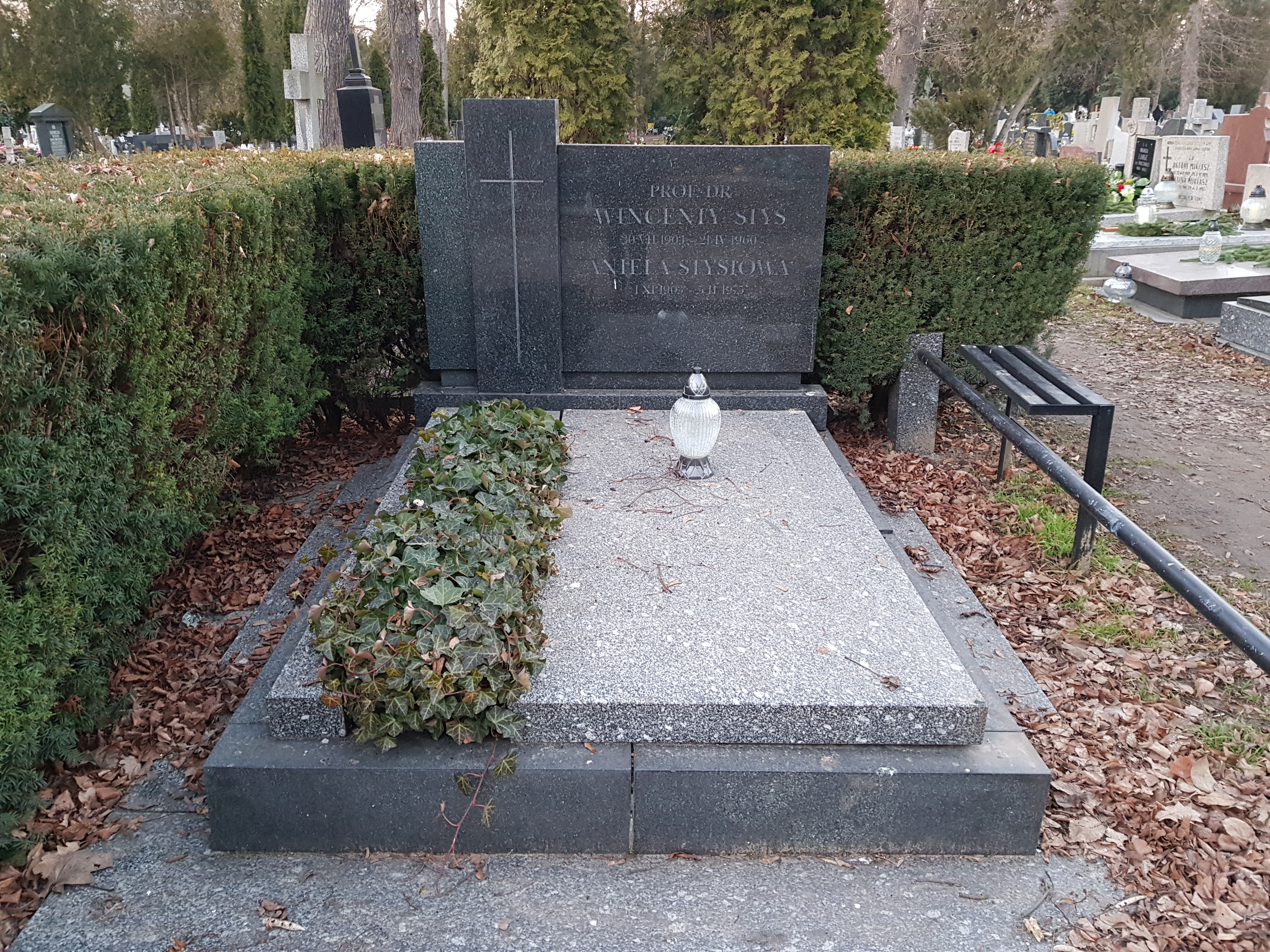
Grób Wincentego Stysia na cmentarzu św. Wawrzyńca we Wrocławiu

## Publikacje
- Rozdrabnianie gruntów chłopskich w byłym zaborze austriackim od roku 1787 do 1931 Towarzystwo Naukowe we Lwowie, 1934 r.
- Wpływ uprzemysłowienia na ustrój rolny, Towarzystwo Naukowe we Lwowie, 1936
- Drogi postępu gospodarczego wsi. Studium szczegółowe na przykładzie zbiorowości próbnej wsi Husowa, Towarzystwo Naukowe we Lwowie, 1938[4]
- Współzależność rozwoju rodziny chłopskiej i jej gospodarstwa, Wrocławskie Towarzystwo Naukowe, Wrocław, 1959 r.
- Jako członek Rady Naukowej dla Zagadnień Ziem Odzyskanych w latach 1945–1948 Styś zaprezentował koncepcję ustroju rolnego na ziemiach zachodnich i północnych, która wyszła zwycięsko z konfrontacji z innymi wariantami rozwiązań w tym zakresie, gdyż Rada Naukowa uchwaliła wniosek całkowicie zbieżny z jego wizją przeobrażeń strukturalnych wsi.